# 金洞乡 (两当县)
金洞乡，是中华人民共和国甘肃省陇南市两当县下辖的一个乡镇级行政单位。

## 行政区划
金洞乡下辖以下地区：
立渠村、新潮村、袁家沟村、庙坪村、五一村、贯沟村、大滩村、李家村、贺家沟村、大史村、田坝村、桦林村、火神庙村、太阳村、任湾村、前川村、杨坪村和寺合村。